# Râul Ibar
Ibar (în albaneză Ibër, Ibri; în chirilica sârbă: Ибар) este un râu ce traversează o lungime de 276 de km. Râul izvorăște din munții Hajla, estul Muntenegrului traversează regiunea Kosovo și se varsă în râul Morava Occidentală, Serbia Centrală în apropiere de Kraljevo.
Râul face parte din bazinul de drenare a Mării Negre. Propria sa zonă a drenajului este 8.059 km², debitul mediu al punctului de vărsare este de 60m³/s. Nu poate fi navigabil.